# おやすみ、幸せな夢が見られるように。
「おやすみ、幸せな夢が見られるように。」（おやすみ、しあせなゆめがみられるように。）は、小田原ドラゴンによる日本の漫画作品。1997年、『ヤングマガジン増刊号赤BUTA』（講談社）第14号、第15号と、同じく1997年、『週刊ヤングマガジン』第50号にて掲載された。

## 概要
この作品は、作者である小田原ドラゴンのデビュー作である、「僕はスノーボードに行きたいのか?」の設定を元に作られた読み切りの作品である。1997年、『ヤングマガジン増刊号赤BUTA』の第14号に第1話と第2話が掲載され、第15号には第3話と第4話が掲載されて、同じく1997年、『週刊ヤングマガジン』第50号に第5話が掲載された。その後、1998年の『週刊ヤングマガジン』第13号に、主人公の星野鉄郎やミラーボール製造工場勤務の設定をそのままにタイトルを「おやすみなさい。」として連載が始まった。

## 物語
主人公である上野鉄郎は、ミラーボール製造工場で勤める無口で童貞な成人男性である（デビュー作である「僕はスノーボードに行きたいのか?」では、工場に勤めて4年と書かれているので、推定年齢22歳と考えられる）。そんな鉄郎の日常の哀愁を独特のほのぼのしたタッチで描かれた作品である。

## 登場人物
上野鉄郎
ミラーボール製造工場で勤める無口で童貞な成人男性である。推定年齢22歳と考えられる。第3話で初めて主人公の名前が明かされ、第5話で初めて童貞である事が明かされる。
ユリコ
鉄郎の妹で、身体つきが良くて大きく、女相撲の選手である。
キヨコ
鉄郎の同僚の女の子で、自分の誕生日に鉄郎が自作し唄った曲が録音されたテープを渡された。そして、そのテープを彼女は昼に社内放送として流してしまう。

## サブタイトル
- 第1話：キックの才能
- 第2話：友だちづくり
- 第3話：鉄郎のビックなビックな夢
- 第4話：ある日の風景
- 第5話：（特に無い）

## その他
鉄郎が働いているミラーボール製造工場の社名は、「日本ミラーボール」である。